# Gmina Czair
Gmina Czair (mac. Општина Чаир) – gmina tworząca jednostkę administracyjną Wielkie Skopje, będąca częścią skopijskiego regionu statystycznego (скопски регион).

## Demografia
Według spisu z 2002 roku gminę zamieszkiwało 64 773 osób. Pod względem narodowości większość mieszkańców stanowią Albańczycy (57%), a wśród mniejszości narodowych największą grupę tworzą Macedończycy (24,12%), pozostali zaś (18,88%).
W skład gminy wchodzi:
- 6 osiedli: Ciglana, Czair, Gazi Baba, Dućandżik, Stara Czarszija, Topansko Połe.